# Inundações no Golfo Pérsico em 2024
Em abril de 2024, chuvas fortes afetaram severamente os estados do Golfo Pérsico, causando inundações relâmpago em toda a região. Vários estados registaram chuvas equivalentes a quase um ano num único dia. As inundações tiveram um impacto significativo em toda a região, tendo Omã e os Emirados Árabes Unidos sido particularmente afetados. As inundações levaram à  morte de 24 pessoas, incluindo 19 em Omã. O sudeste do Irão, o Iémen e a província oriental da Arábia Saudita, bem como os estados do Golfo, Barém e Catar, também sofreram fortes chuvas e subsequentes inundações.

## Causas
A região do Golfo Pérsico é conhecida pelo seu clima quente e seco, embora fortes chuvas que causam inundações também têm ocorrido com maior regularidade nos últimos anos. A meteorologista sénior Esraa Alnaqbi, do Centro Nacional de Meteorologia (em inglês) dos Emirados Árabes Unidos, explicou que "um sistema de baixa pressão na alta atmosfera, juntamente com a baixa pressão na superfície, agiu como uma 'compressão' de pressão no ar. Esta compressão, intensificada pelo contraste entre as temperaturas mais quentes ao nível do solo e as temperaturas mais frias nas partes superiores criou as condições para a poderosa tempestade". Meteorologistas da Universidade de Reading afirmaram que as fortes chuvas foram causadas por grandes tempestades.
Richard Allan, professor de ciências climáticas na Universidade de Reading e Friederike Otto, professor sénior de ciências climáticas no Imperial College London, ambos relacionaram o clima incomum às alterações climáticas, afirmando que "as chuvas estavam-se a tornar muito mais fortes em torno do  mundo à medida que o clima aquece". A região já foi atingida por ondas de calor e ciclones nos últimos anos, e com o aumento das temperaturas e dos níveis de humidade, os investigadores esperam um risco aumentado de inundações no Golfo.

### Alegações de semeadura de nuvens
Após as inundações, alguns meios de comunicação citaram o meteorologista especialista Ahmed Habib ligando as fortes chuvas ao programa de semeadura de nuvens dos Emirados Árabes Unidos. Devido ao clima árido do deserto e às altas temperaturas, a semeadura de nuvens já foi usada anteriormente nos Emirados Árabes Unidos para combater a escassez de água.
Rejeitando as acusações, Omar Al Yazeedi, vice-diretor-geral do Centro Nacional de Meteorologia (NCM) dos Emirados Árabes Unidos, disse que a instituição "não conduziu nenhuma operação de semeadura durante este evento". Outros comentadores de notícias também rejeitaram a ligação com a semeadura de nuvens, afirmando que a tecnologia aumenta marginalmente as chuvas e que o programa de semeadura de nuvens dos Emirados Árabes Unidos está localizado na parte oriental do país, longe de áreas metropolitanas densamente povoadas; outros especialistas afirmaram que a propagação de nuvens teria apenas um efeito mínimo e que o foco na propagação de nuvens é "enganoso".
Cientistas da Universidade de Reading, cujo programa de semeadura de nuvens é usado pelos Emirados Árabes Unidos, negaram que a semeadura de nuvens fosse a culpada pelas fortes chuvas, dado que o padrão climático em grande escala foi previsto com antecedência e era demasiado grande para ser influenciado pela semeadura de nuvens. Eles acrescentaram que os efeitos da propagação de nuvens são normalmente de curta duração, durando algumas horas.

## Impacto

### Arábia Saudita
Chuvas fortes foram relatadas na Província Oriental. As inundações generalizadas afetaram a província, particularmente a capital Damã, resultando no encerramento de túneis rodoviários e no encerramento de escolas.

### Barém

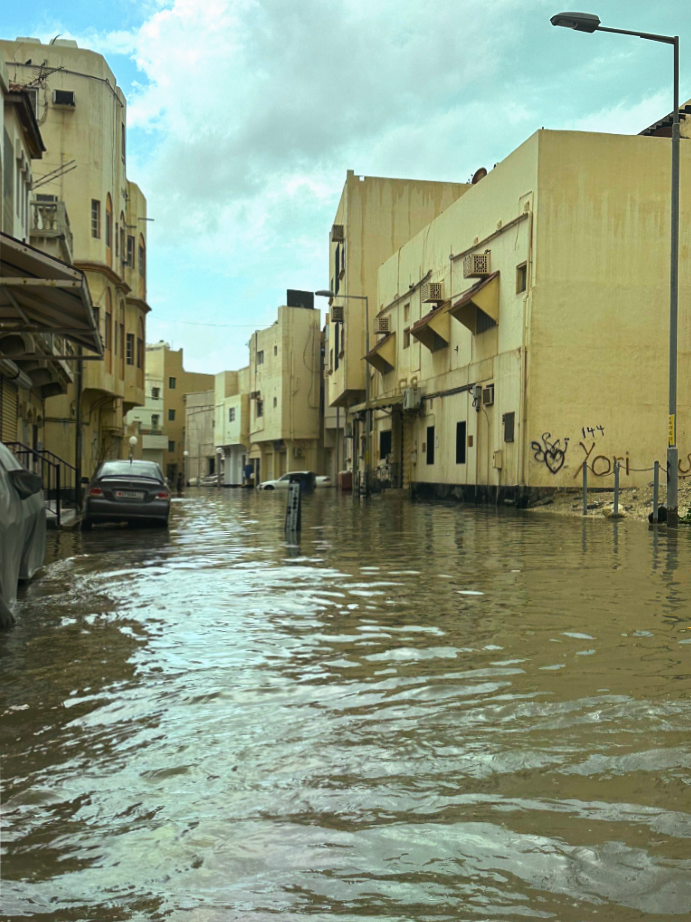
Uma rua inundada em Muarraque, Barém.

Nos dias 15 e 16 de Abril ocorreram fortes chuvas e trovoadas que resultaram em inundações generalizadas, fazendo com que os carros fossem abandonados nas estradas. De acordo com a diretoria meteorológica do Barém, uma média de 67,6 millimetres (2,66 in) de chuva foi reportada em 48 horas, a segunda maior precipitação registada na história do Barém. O Ministério do Interior do Barém emitiu um alerta de segurança pública aos residentes para ficarem em casa. O Ministério da Educação anunciou o encerramento de escolas e de instituições de ensino superior em consequência das inundações. Foram estimadas rajadas de vento de 70 km/h. O teto de um supermercado na cidade de Sitra desabou devido à chuva.

### Catar
As fortes chuvas e os ventos fortes limitaram-se em grande parte às partes do norte do país, centradas nas cidades de Madinat ash Shamal e Ar-Ruʼays. Chuvas dispersas foram relatadas em Doha. Escolas e edifícios públicos foram fechados devido ao tempo, com os serviços transferidos para o online durante o dia.

### Emirados Árabes Unidos
Os Emirados Árabes Unidos testemunharam chuvas recordes num período de 24 horas, superando os dados meteorológicos dos Emirados desde que os registos começaram em 1949. Segundo o Centro Nacional de Meteorologia, a maior precipitação foi registada na área de Khatm Al Shakla em Al Ain, atingindo 254,8 millimetres (10,03 in) em menos de 24 horas. Inundações generalizadas foram relatadas em todos os sete emirados. Antes das inundações, uma precipitação estimada de 40 millimetres (1,6 in), até 100 millimetres (3,9 in) foi estimada em algumas partes dos Emirados Árabes Unidos.
Um cidadão dos Emirados, um homem de 70 anos, morreu depois do seu carro ter sido varrido por inundações num wadi em Ras Al Khaimah. Três trabalhadores filipinos emigrados também morreram, dois depois de serem presos dentro de um veículo preso na inundação, e o terceiro depois do seu veículo ter caído num sumidouro. Deslizamentos de terra foram relatados em Ras Al Khaimah e Al Ain. Os moradores foram avisados para ficarem em casa e evitarem conduzir, a menos que seja absolutamente necessário. A falta de Internet e de energia foram generalizadas tal como moradores perderam acesso à água canalizada. Em todo o país, as escolas e o sector privado foram instruídos a trabalhar o resto da semana (excluindo segunda-feira) remotamente a partir de casa.
Os serviços do metro do Dubai foram severamente afetados, deixando cerca de 200 passageiros retidos em diversas estações. O serviço de autocarro intermunicipal nas rotas Dubai-Abu Dhabi, Dubai- Sharjah e Dubai-Ajmã foi suspenso. Um total de 1 244 voos no Aeroporto Internacional de Dubai foram cancelados num período de dois dias, com 41 desviados. Todos os voos da Flydubai programados para partida do Dubai em 16 de abril foram cancelados.
A partida de futebol das semifinais da Liga dos Campeões Asiáticos da AFC entre os clubes de futebol Al Ain emirati e o saudita Al Hilal, que seria disputada em Al Ain, foi adiada por um dia devido às inundações.

### Iémen
Chuvas torrenciais e inundações repentinas ocorreram na província de Hadramaute, no Iémen, em 17 de abril, com uma morte relatada e danos generalizados a propriedades. As fortes chuvas nas montanhas próximas ao porto de Mucala aumentaram a possibilidade de deslizamentos de terra.

### Irão
Chuvas fortes e inundações relâmpago foram também reportadas no sudeste do Irão. As províncias de Sistão-Baluchistão, Hormusgão e Quermã foram as mais afetadas, com 3 pessoas dadas como desaparecidas na província de Kerman.

### Kuwait
A agência meteorológica do Kuwait alertou sobre fortes chuvas e possíveis trovoadas em 16 de abril.

### Omã
Em Omã, 19 pessoas morreram devido às inundações. Isto incluiu 10 crianças em idade escolar e o seu motorista, cujo veículo foi arrastado pelas águas das cheias em Samad al-Shan, no dia 14 de Abril. As equipas de resgate encontraram o corpo de uma menina em Saham. A região mais atingida foi a província norte de Ash Sharqiyah, onde foram relatadas inundações generalizadas. Alguns voos foram cancelados ou atrasados no Aeroporto Internacional de Mascate.

## Respostas
Em 17 de Abril, o príncipe herdeiro e primeiro-ministro do Barém, Salman bin Hamad Al Khalifa, anunciou planos para avaliar e compensar os residentes pelos danos causados pelas chuvas nas suas casas. Na preparação para as fortes chuvas, um grupo de trabalho conjunto de emergência em todo o país foi criado entre o Ministério das Obras e os quatro conselhos municipais do Barém para coordenar os esforços de socorro às enchentes, incluindo a remoção da água da chuva das ruas inundadas e o  seu bombeamento para o lago Al-Luzi.
A Polícia Real de Omã conduziu 152 operações, resgatando 1 630 pessoas presas nas inundações em todo o país.

## Reações
O Secretário-Geral da Organização para a Cooperação Islâmica (OCI), Hissein Brahim Taha, apresentou condolências às vítimas das inundações.